# Oxicrato
Se llama oxicrato al agua mezclada con vinagre que bebían los soldados romanos en sus marchas y en las batallas, y que también se utilizaba para refresco de la gente del mar. 
Este mismo líquido se empleaba para refrescar los cañones, especialmente en los buques de guerra cuando sostenían un fuego vivo y animado contra los enemigos. 